# بينيتون فورمولا
بينيتون فورمولا (بالإنجليزية: Benetton Formula)‏ هو فريق فورمولا 1 سابق شارك في بطولة العالم لسباقات الفورمولا واحد من موسم 1986 إلى موسم 2001، كان مملوك لعائلة بينيتون الإيطالية التي تملك مجموعة بينيتون للأزياء العالمية. في 2001 تم شراؤه من قبل رينو حيث أصبح اسمه ابتداء من بطولة العالم لسباقات الفورمولا واحد موسم 2002 رينو إف ون.

## أشهر السائقين
تتضمن قائمة أشهر سائقي فريق بينيتون :
- تيو فابي
- أليساندرو نانيني
- جوني هربرت
- إيمانويلي بيرو
- نيلسون بيكيه
- روبرتو مورينو
- مايكل شوماخر
- مارتن براندل
- ريكاردو باتريس
- جانكارلو فيزيكيلا
- جنسن باتون